# Мечеть Байтун-Нур
Байтун-Нур (араб. Будинок Світла) — мечеть у Калгарі, провінція Альберта. Належить громаді Ахмадія. Вважається найбільшою мечеттю Канади.

## Історія
Наріжний камінь мечеті було закладено в 2005 році  Будівництво було завершено в 2008 році.
Урочисте відкриття Байтун Нур 5 липня 2008 року відвідали 5000 людей, серед них такі високопоставлені особи, як прем'єр-міністр Канади Стівен Гарпер, лідер опозиції Стефан Діон та мер Калгарі Дейв Бронконьє. Керував відкриттям Мірза Масрур Ахмад, глава всесвітньої мусульманської громади Ахмадія. 

## Комплекс
Комплекс мечеті становить 4500 м². Найяскравішими зовнішніми елементами є вежа мінарету із сталевим покриттям і великий сталевий купол висотою 30 метрів.
Навколо зовнішньої частини будівлі написано 99 імен Аллаха, як зазначено у Корані.
У доповненні до діючих місць поклоніння, мечеті комплекси включають в себе класи, офісні приміщення, дитячий куточок, кухня і громадський центр.  У молитовному залі мечеті висить 400-кілограмова люстра, вартістю 50 000 доларів.